# Riedbach (Bühler)
Der Riedbach ist ein Bach im Gebiet der Gemeinde Obersontheim im Landkreis Schwäbisch Hall im nordöstlichen Baden-Württemberg von mit seinem längeren Oberlauf Brückbach über 3 km Länge, der beim Teilort Untersontheim von links und Nordwesten in die Bühler mündet.

## Geographie

### Brückbach
Der Brückbach entsteht neben der K 2619 von Oberfischach im Fischachtal nach Hausen am Abgang des Feldweges zum Häuserberg auf etwa 405 m ü. NHN. Immer wieder von kleinen Röhrichtflächen gesäumt, läuft er rechts der Straße zu Tale und streift dann den Südrand des Weichbildes von Hausen. In recht breiter und flacher Talaue unterquert er die L 1060 und fließt nach weiteren rund 0,4 km, inzwischen von Gesträuch am Ufer begleitet und mäandrierend, mit dem merklich schwächeren Tatzenbach zum Riedbach zusammen.

### Verlauf
Der Riedbach fließt in selber Weise ostwärts neben der Kreisstraße in Richtung Untersontheim. In ihn mündet vor dem Ort der Ernsbach aus dem Südwesten. Das Dorf Untersontheim liegt größtenteils links des Baches. Gleich nachdem er es passiert hat, fließt ihm von links und Westnordwesten der Rossbach zu, der fast einen Kilometer länger ist als Brückbach und Riedbach zusammen, aber keine offensichtlich größere Wasserführung zeigt. Schon hundert Meter weiter mündet der Riedbach auf 360,6 m ü. NHN von links und Nordwesten in die hier am Untersontheimer Sportplatz in sehr breiter und flacher Aue sich nach Nordosten kehrende Bühler.
Der Riedbach ist zusammen mit dem Brückbach 3,3 km lang und mündet etwa 44 Höhenmeter unterhalb des Brückbach-Ursprungs, das mittleres Sohlgefälle dieses Gesamtstrangs liegt etwa bei 13 ‰.

### Einzugsgebiet
Der Riedbach hat ein Einzugsgebiet von 7,6 km² Größe, das naturräumlich zum Unterraum Vellberger Bucht der Hohenloher und Haller Ebene gehört und am Westrand an den Unterraum Fischachbucht und Randhöhen der Schwäbisch-Fränkischen Waldberge grenzt. Am Nordwesteck auf dem Berg bei Oberfischach liegt über dem Quellbereich des großen Unterlauf-Zuflusses Rossbach der mit ca. 473 m ü. NHN höchste Punkt. Seine längste Erstreckung von dort bis zur Mündung ostsüdöstlich davon misst über 4 km, quer dazu sind es überall unter 2,5 km. Im Norden verläuft die Wasserscheide vom Berg über den Waldsporn des Sandrains westlich, danach in einem kleinen Bogen nach Südosten zum Ummenhofener Wasserturm; auf dieser Strecke konkurriert jenseits der Vellberg-Eschenauer Steinbach.  Danach erreicht die Wasserscheide in weiterem Südostlauf bald die Mündung. Von dort läuft die Einzugsgrenze erst südwestlich über den Untersontheimer Hagenrain auf den Obersontheimer Gaukler zu, danach westsüdwestlich über den Waldsporn des Hitzbergs auf den Häuserberg (449 m ü. NHN). Ab dem Gaukler konkurriert hier im Süden der Schießbach.  Das letzte Stück der Wasserscheide vom Häuserberg über Röschbühl nordwestlich zurück auf den Berg trennt zugleich die größeren Einzugsgebiete der Bühler diesseits und der sehr nahen Fischach jenseits, die dort von der oft auf flacher Hochebene verlaufenden Scheidelinie her nur unbedeutenden Zufluss erfährt.

### Zuflüsse
Hierarchische Liste der Zuflüsse und  Seen von der Quelle zur Mündung. Gewässerlänge, Seefläche, Einzugsgebiet und Höhe nach den entsprechenden Layern auf der Onlinekarte der LUBW. Andere Quellen für die Angaben sind vermerkt.
Zusammenfluss des  Riedbachs auf etwa 370 m ü. NHN ca. 0,4 km östlich des Ortsrandes von Obersontheim-Hausen in den Riedwiesen. Der Riedbach fließt etwa ostwärts.
- Brückbach, rechter und westsüdwestlicher Hauptstrang-Oberlauf, 1,8 km und ca. 2,6 km². Entsteht auf etwa 405 m ü. NHN rechts neben der K 2619 Oberfischach–Hausen am Abzweig des Feldwegs auf den Häuserberg.
  - (Zufluss vom Nordhang des Häuserbergs), von rechts auf rund 388 m ü. NHN, etwa 0,7 km.[LUBW 6] Entsteht auf etwa 430 m ü. NHN. Länger als der offizielle Quellast, aber meist trocken. Fließt lange in einer Waldklinge.
  - Saubach, von links wenig danach auf 387,4 m ü. NHN[LUBW 2], ca. 0,5 km.[LUBW 7] Entsteht an einer Hecke des in Richtung Steinig abgehenden Feldwegs auf etwa 453 m ü. NHN.
  - (Zufluss aus dem Tal zwischen Himmelreich und Dachsbau), von links nach den ersten Häusern von Hausen auf etwa 381 m ü. NHN, mindestens 0,5 km.[LUBW 6] Entsteht der Karte zufolge am Westrand von Hausen; Luftbilder bei LUBW lassen jedoch einen längeren Oberlauf vermuten.
  -  Entwässert drei Teiche rechts am Lauf, zusammen 0,1 ha.
  - Unterquert unter einer kleinen Brücke die von Hausen nach Süden führende Weidenstraße (alte Landesstraße) und dann die neue L 1060 und heißt danach Riedbach.
- Tatzenbach, linker und westnordwestlicher Nebenstrang-Oberlauf, ca. 1,5 km und ca. 0,7 km. Entsteht auf etwa 405 m ü. NHN in einer Wiese im Seeteich im Vorlauf einer kleinen Waldklinge.
- Ernsbach, von rechts am Beginn der Riedwiesen auf etwa 369 m ü. NHN, ca. 1,6 km.[LUBW 6] Entsteht am Nordfuß und Waldrand des Hitzbergs noch westlich des Gipswerks auf wenigstens 396 m ü. NHN.
- Rossbach, von links und Nordwesten in der beginnenden Bühleraue auf etwa 362 m ü. NHN, 4,1 km. Entsteht in einem Waldtal unter dem westlichen Zangholz auf etwa 429 m ü. NHN. Ist knapp einen Kilometer länger als der Riedbach am Zusammenfluss, ohne erkennbar höhere Wasserführung.

Mündung des Riedbachs beim Untersontheimer Sportplatz auf 360,6 m ü. NHN von links und Nordwesten in die Bühler. Der Bach ist mit seinem längeren Oberlauf Brückbach 3,3 km, auf dem Namenslauf ab dessen Zusammenfluss mit dem Tatzenbach 1,5 km lang und hat ein 7,6 km² großes Einzugsgebiet.

### Ortschaften
Am Lauf mit ihren Zugehörigkeiten. Nur die Namen tiefster Schachtelungsstufe bezeichnen Siedlungsanrainer:
- Landkreis Schwäbisch Hall
  - Gemeinde Obersontheim
    - Hausen (Weiler, links)
    - Untersontheim (Dorf, überwiegend links)

Im Einzugsgebiet liegen außerdem:
- zwischen Brückbach und Tatzenbach der mit Hausen zusammenwachsende Weiler Siehdichfür
- überwiegend auf dem Hang links des Rossbachs der mit Untersontheim zusammengewachsene Weiler Ummenhofen
- auf der Kammlinie zwischen Rossbach und Riedbach zwei Aussiedlerhöfe sowie
- der nordwestliche Teil der mit Obersontheim zusammenhängenden, aber teilweise zu Untersontheim gehörenden Neubaugebiete auf dem Hagenrain (um die Ringstraße) und im Gaukler.

Der Riedbach (einschließlich des Brückbach-Oberlaufs) läuft auf ganzer Länge in der Gemarkung des Ortsteils Untersontheim der Gemeinde Obersontheim, zu der auch der weit überwiegende Teil des Einzugsgebietes gehört. Sehr kleine Flächenanteile an seinen Rändern nach Südosten und Nordwesten liegen in anderen Obersontheimer Teilgemarkungen sowie nach Norden im Gebiet der Kleinstadt Vellberg.

### Landschaftsbild
Am Südwestrand des Einzugsgebietes stehen am Anstieg zu den Randhöhen gegen das Fischachtal in der Regel Wälder, die auch einen Teil der Verebnungsflächen von Corbula-Bank und Estherienschichten bedecken. Die Hochflächen auf dem Häuserberg und dem Berg sind dagegen meist Ackerland. Das mittlere und östliche Einzugsgebiet dagegen ist ganz unbewaldet, hier liegen in den oft flachen Auen meist Wiesen, solche bedecken südlich des Riedbachlaufs auch oft Hügellagen, während nördlich davon, vor allem westlich von Ummenhofen beidseits auf den Randhügeln des Rossbachs, die Ackerflur weithin dominiert.

## Geologie
Der Lauf des Riedbachs und aller im Abschnitt zum Verlauf genannten Zuflüsse beginnt im Gipskeuper (Grabfeld-Formation)  noch unterhalb der am Westrand des Einzugsgebietes flächenhaft ausstreichenden Corbulabank. Nahe der Trasse  der L 1060 erreichen Riedbach wie Ernsbach dann den Lettenkeuper (Erfurt-Formation), in dem der Riedbach dann auch mündet, der im Mittellauf steilere  Rossbach erst am Hangfuß unterhalb Ummenhofens. Die Bäche laufen bald nach ihrer Entstehung in oft sehr breiten Talfüllungsstreifen.
Über der erwähnten Corbulabank liegen am Häuserberg im Südwesten und auf dem Berg im Nordwesten kleine Hochebenen im Schilfsandstein (Stuttgart-Formation), gesäumt von merklichen Streifen in den Estherienschichten des oberen Gipskeupers. Wenig westlich der Trasse der L 1060 gibt es im Hausener Wacholder und an der Ostspitze des Obersontheimer Hitzbergs  am Wohnplatz Gipshütte (!) Reste alter Gipsabbaue. Weiter westlich am oberen Ernsbach wurde gegen Ende des 20. Jahrhunderts ein Stollen für bergmännischen Gipsabbau unter dem Hitzberg angefahren, der aber zumindest im Jahr 2012 stillstand.
Der Verlauf von Brückbach und Riedbach folgt der Muldenlinie der weitreichenden, etwa ostnordöstlich ziehenden Neckar-Jagst-Furche, die sich hier im auffällig weiten Talverlauf morphologisch als Senke ausprägt.

### LUBW
Amtliche Online-Gewässerkarte mit passendem Ausschnitt und den hier benutzten Layern: Lauf und Einzugsgebiet des Riedbachs

Allgemeiner Einstieg ohne Voreinstellungen und Layer: Daten- und Kartendienst der Landesanstalt für Umwelt Baden-Württemberg (LUBW) (Hinweise)
1. 1 2  Höhe nach dem Höhenlinienbild auf dem Hintergrundlayer Topographische Karte.
2. 1 2 3  Höhe nach schwarzer Beschriftung auf dem Hintergrundlayer Topographische Karte.
3. 1 2 3 4  Länge nach dem Layer Gewässernetz (AWGN).
4. 1 2  Einzugsgebiet nach dem Layer Basiseinzugsgebiet (AWGN).
5. ↑  Seefläche nach dem Layer Stehende Gewässer.
6. 1 2 3  Länge abgemessen auf dem Hintergrundlayer Topographische Karte.
7. ↑  Etwa 180 m des Oberlaufs, den der Bach nach dem Layer Gewässernetz (AWGN) besitzt, existieren nicht in der Natur.

### Andere Belege
1. ↑  Modellierte Werte nach Abfluss-BW Gewässerknoten MQ/MNQ
2. ↑  Mündliche Auskunft Ansässiger (2012).
3. ↑  Geologie nach der geologischen Karte von Baden-Württemberg 1:25.000, herausgegeben vom Geologischen Landesamt 1982, Blatt Nr. 6925 Obersontheim mit Erläuterungsheft. Einen gröberen Überblick verschaffen auch die Layer zu Geologische Karte 1:50.000 auf: Mapserver des Landesamtes für Geologie, Rohstoffe und Bergbau (LGRB) (Hinweise)